# Gimsing Kirke
Gimsing Kirke ligger i Gimsing i den sydlige udkant af Struer.
Kirken er bygget inden for tidsrummet 1157-1241. Der er tale om en såkaldt kullet kirke, dvs. en kirke uden tårn, opført i granitkvadersten. Kirkens døbefont er et hallandsk arbejde i klæbersten formet som et firkløver og er kirkens ældste inventar. Klokken stammer fra 1200-tallet. Alterbordspanel, altertavle, prædikestol, pulpitur samt de ældste bænke er fra ca. 1600. Kirkeskibet er en model af barken Thyra fra 1869. Orgelet er bygget i 1968 af TH. Frobenius og Sønner Orgelbyggeri A/S og har 8 stemmer fordelt på 1 manual og pedal.
Kirken er restaureret flere gange.
Under 2. verdenskrig skjulte modstandsbevægelsen i Struer sprængstoffer på loftet i Gimsing Kirke. Efter krigen gik dette skjulested i glemmebogen, og først i 1968 blev restlageret, der stadig var intakt og bestående af 10 kg plastisk sprængstof og 21 håndgranater, afhentet af sprængningseksperter fra Jydske Dragonregiment i Holstebro.

## Ekstern henvisning
- Gimsing Kirke hos danmarkskirker.natmus.dk (Danmarks Kirker, Nationalmuseet).
- Gimsing Kirke hos KortTilKirken.dk